# Cité d'Hauteville
La cité d'Hauteville est une voie du 10e arrondissement de Paris, en France.

## Situation et accès
La cité d'Hauteville est une voie publique située dans le 10e arrondissement de Paris. Elle débute au 82, rue d'Hauteville et se termine au 51, rue de Chabrol. Elle est en forme de « T » et se termine en impasse contre le mur de clôture de l'ancienne prison Saint-Lazare.

## Origine du nom
Elle porte le nom du prévôt des marchands de Paris de 1772 à 1777, Jean-Baptiste de La Michodière, comte d’Hauteville, en raison de sa proximité avec la rue éponyme.

## Historique
Pendant moins d'un an, entre septembre 1882 et juillet 1883, le nom de « rue Ferdinand-Bal » a été donné à la cité en l'honneur de l'architecte Ferdinand Bal, auteur de douze immeubles de cette nouvelle voie.